# Alles (Album)
Alles ist ein Best-of-Album des deutschen Schlager-Sängers Wolfgang Petry. Es erschien am 26. August 1996 über die Labels Hansa Records und BMG Ariola. Mit über zwei Millionen verkauften Exemplaren zählt es zu den meistverkauften Musikalben in Deutschland und ist das erfolgreichste Album des Sängers.

## Inhalt
Die auf dem Album enthaltenen Lieder sind Singles, die größtenteils aus zuvor veröffentlichten Alben des Sängers ausgekoppelt wurden. So stammen die Songs Verlieben, verloren, vergessen, verzeih’n, Du bist ein Wunder und Wieso und weshalb… aus Verlieben, verloren, vergessen, verzeih’n (1992). Die Stücke Der Himmel brennt und Wahnsinn wurden dem Album Wahnsinn (1983) entnommen, während Sieben Tage, sieben Nächte, Frei für dich und Denn eines Tages vielleicht von Frei für dich (1994) stammen. Die Lieder Ganz oder gar nicht und Mein Zuhaus erschienen zuvor auf dem Album Ganz oder gar nicht (1980), wogegen Bronze, Silber und Gold und Scheißegal auf Egal (1995) veröffentlicht wurden. Die Tracks Sehnsucht nach dir und Ruhrgebiet wurden aus dem Studioalbum Sehnsucht nach dir (1993) ausgekoppelt. Jeweils ein Song stammt von den Studioalben Ein Freund – Ein Mann (1976) (Sommer in der Stadt), Einfach leben (1981) (Tu’s doch), Zweisaitig (1979) (Gianna) und Manche mögen’s heiß (1988) (Nur ein kleines Stück Papier). Zudem befinden sich die Titel Jessica und Der Wolfgang Petry-Hitmix auf Alles, die auf keinem anderen Album enthalten sind.
Von den Studioalben Rauhe Wege (1985), Mit offenen Armen (1987) und Wo ist das Problem? (1991) sind dagegen keine Songs enthalten.

## Produktion
Die auf Alles enthaltenen Lieder wurden von dem deutschen Musikproduzenten Helmuth Rüßmann in Zusammenarbeit mit Wolfgang Petry, der als Co-Produzent fungierte, produziert. Als Autoren der Songs fungierten verschiedene Songschreiber, darunter Jürgen Dönges, Bernd Meinunger und Holger Obenaus.

## Covergestaltung
Das Albumcover zeigt Wolfgang Petry, der den Betrachter lächelnd ansieht. Rechts oben im Bild befinden sich die roten Schriftzüge Wolfgang Petry und Alles, während links unten der Hinweis 20 Jahre Wolfgang Petry! Seine 20 größten Hits! Über 70 Minuten & neu produziert! steht. Der Hintergrund ist blau gehalten.

## Titelliste
| #  | Titel                                     | Länge | Album (Jahr)                                     |
| -- | ----------------------------------------- | ----- | ------------------------------------------------ |
| 1  | Verlieben, verloren, vergessen, verzeih’n | 3:29  | Verlieben, verloren, vergessen, verzeih’n (1992) |
| 2  | Der Himmel brennt                         | 3:25  | Wahnsinn (1983)                                  |
| 3  | Du bist ein Wunder                        | 3:30  | Verlieben, verloren, vergessen, verzeih’n (1992) |
| 4  | Wahnsinn                                  | 3:44  | Wahnsinn (1983)                                  |
| 5  | Wieso und weshalb…                        | 3:27  | Verlieben, verloren, vergessen, verzeih’n (1992) |
| 6  | Sommer in der Stadt                       | 4:10  | Ein Freund – Ein Mann (1976)                     |
| 7  | Sieben Tage, sieben Nächte                | 3:28  | Frei für dich (1994)                             |
| 8  | Ganz oder gar nicht                       | 3:38  | Ganz oder gar nicht (1980)                       |
| 9  | Frei für dich                             | 3:25  | Frei für dich (1994)                             |
| 10 | Jessica                                   | 3:28  |                                                  |
| 11 | Bronze, Silber und Gold                   | 3:16  | Egal (1995)                                      |
| 12 | Tu’s doch                                 | 3:48  | Einfach leben (1981)                             |
| 13 | Gianna                                    | 3:20  | Zweisaitig (1979)                                |
| 14 | Sehnsucht nach dir                        | 3:30  | Sehnsucht nach dir (1993)                        |
| 15 | Scheißegal                                | 3:07  | Egal (1995)                                      |
| 16 | Ruhrgebiet                                | 2:59  | Sehnsucht nach dir (1993)                        |
| 17 | Denn eines Tages vielleicht               | 2:46  | Frei für dich (1994)                             |
| 18 | Nur ein kleines Stück Papier              | 3:38  | Manche mögen’s heiß (1988)                       |
| 19 | Mein Zuhaus                               | 4:29  | Ganz oder gar nicht (1980)                       |
| 20 | Der Wolfgang Petry-Hitmix                 | 3:45  |                                                  |

## Kommerzieller Erfolg

### Chartplatzierungen
Alles stieg am 9. September 1996 auf Platz neun in die deutschen Albumcharts ein und erreichte am 21. Oktober 1996 für eine Woche die Chartspitze. Insgesamt konnte es sich 170 Wochen (167 Chartausgaben) in den Charts platzieren, davon 22 Wochen in den Top 10, womit es zu den erfolgreichsten Dauerbrennern zählt. Es ist bis heute das meistplatzierte Schlageralbum eines Schlagermusikers. Zwischenzeitlich war es das meistplatzierte Schlageralbum der Geschichte, bis es von Andrea Bergs Best-of-Album übertroffen wurde, inzwischen platzierten sich auch die beiden Helene-Fischer-Alben Best of Helene Fischer und Farbenspiel öfter in den Albumcharts. Nach vier Chartalben zuvor, wurde Alles zum ersten Top-10- und zugleich Nummer-eins-Album für Petry in Deutschland. In Österreich belegte das Album Rang neun und hielt sich 16 Wochen in den Charts, während es in der Schweiz Position 29 erreichte und sich zehn Wochen lang in den Charts platzieren konnte. 1997 belegte Alles Rang sieben der deutschen Album-Jahrescharts.
| ChartsChartplatzierungen | Höchstplatzierung | Wochen |
| ------------------------ | ----------------- | ------ |
| Deutschland (GfK)        | 1 (170 Wo.)       | 170    |
| Österreich (Ö3)          | 9 (16 Wo.)        | 16     |
| Schweiz (IFPI)           | 29 (10 Wo.)       | 10     |

| ChartsJahrescharts (1996) | Platzierung |
| ------------------------- | ----------- |
| Deutschland (GfK)         | 21          |

| ChartsJahrescharts (1997) | Platzierung |
| ------------------------- | ----------- |
| Deutschland (GfK)         | 7           |

| ChartsJahrescharts (1998) | Platzierung |
| ------------------------- | ----------- |
| Deutschland (GfK)         | 12          |

| ChartsJahrescharts (1999) | Platzierung |
| ------------------------- | ----------- |
| Deutschland (GfK)         | 62          |

### Auszeichnungen für Musikverkäufe
Alles wurde im Jahr 1999 in Deutschland für mehr als zwei Millionen verkaufte Einheiten mit einer vierfachen Platin-Schallplatte ausgezeichnet, womit es zu den meistverkauften Musikalben des Landes gehört. In Österreich und der Schweiz erhielt es jeweils eine Platin-Schallplatte für über 50.000 Verkäufe.
| Land/Region        | Auszeichnungen für Musikverkäufe (Land/Region, Auszeichnung, Verkäufe) | Verkäufe    |
| ------------------ | ---------------------------------------------------------------------- | ----------- |
| Deutschland (BVMI) | 4× Platin                                                              | 2.000.000   |
| Europa (IFPI)      | 2× Platin                                                              | (2.000.000) |
| Österreich (IFPI)  | Platin                                                                 | 50.000      |
| Schweiz (IFPI)     | Platin                                                                 | 50.000      |
| Insgesamt          | 8× Platin ·                                                            | 2.100.000   |